# Zoltán László
Zoltán László (Budapest, 1904. szeptember 19. – Budapest, 1976. április 2.) idegsebész, egyetemi tanár, az orvostudományok kandidátusa (1953), Zoltán Imre (1909–2002) nőgyógyász, egyetemi tanár bátyja.

## Élete
Zoltán (Weinstein) Ármin Ernő (1871–1943) fővárosi hivatalnok és Pollák Hermin (1873–1930) gyermekeként született. Szüleivel kitért a katolikus vallásra. A Széchenyi István Reálgimnáziumban érettségizett. Tanulmányait a Pázmány Péter Tudományegyetemen folytatta, ahol 1928. október 27-én avatták orvosdoktorrá. 1925. február 1-től 1927. november 30-ig a II. számú Kórbonctani Intézetben Krompecher Ödön mellett dolgozott. 
1928. október 1. és 1929. október 15. között Korányi Sándor belgyógyászati klinikáján alkalmazták, 1928. október 15-től 1930. szeptember 1-ig a Szent István Kórház sebészeti osztályán működött Winternitz Arnold mellett. 1930-tól a II. számú Sebészeti Klinika munkatársa volt mint gyakornok, illetve tanársegéd, végül adjunktus. Ez idő alatt Bakay Lajos munkatársa volt. 1935-ben Humboldt-ösztöndíjasként hat hónapot Németországban töltött. 1939-ben két hónapig London és Edinburgh sebészeti intézeteit látogatta. 1942. szeptember 1-jétől zsidó származása miatt megfosztották állásától. 
1947 augusztusától a III. számú Sebészeti Klinikán Hedri Endre mellett az idegsebészettel foglalkozott. 1948-ban az Egészségügyi Világszervezet ösztöndíjasaként járt Londonban és Skandináviában, s ugyanebben az évben kinevezték a Pázmány Péter Tudományegyetem Orvostudományi Karához klinikai főorvossá. A következő évben a Sebészeti műtéttan, különös tekintettel az idegrendszer műtéteire című tárgykörből egyetemi magántanárrá képesítették. 
1952-ben megbízták K. G. Terian szovjet sebészprofesszorral együtt az Országos Idegsebészeti Tudományos Intézet megszervezésével, melynek 1954-től első igazgatója lett. Főleg az agydaganatok sebészeti és kemoterápiás kezelésével, a baleseti agysérülésekkel, az arcidegzsábával, az epilepszia műtéti kezelésével és a csigolya-tuberkulózissal foglalkozott. 
A Magyar Idegsebészeti Társaságnak megalakulásától megalakulásától kezdve elnöke volt, valamint több külföldi idegsebészeti társaságnak levelező tagja. Tagja volt az Ideggyógyászati Szemle szerkesztő-bizottságának. Száznál több tudományos közleménye jelent meg. Fiatalkorában tagja volt a Budapesti Orvosok Kamarazene-Egyesületének és hegedűn játszott.
Felesége Mocznik Irma volt, akit 1933. szeptember 16-án Budapesten, a Józsefvárosban vett nőül.
Az Új köztemetőben helyezték végső nyugalomra.

## Művei
- A sérülés utáni agytályogokról és azok korszerű kezeléséről (Orvosok Lapja, 20., 1946)
- A gerinccsatornában lévő idegen testekről (Orvosok Lapja, 16., 1947)
- Idegsebészi tapasztalatok külföldön (Orvosok Lapja, 5., 1949)
- A hydrocephalusok műtéti megoldásának kérdése, különös tekintettel a Torkildsen műtétre (ventriculocysternostomia) (Fényes Istvánnal, Orvosi Hetilap, 24., 1949)
- Az agy és gerincvelő neurológiai és neurochirurgiai vonatkozásai (Fényes Istvánnal, Orvosi Hetilap, 20., 1950)
- Extraduralis intraspinalis cysta (Faragó Istvánnal, Orvosi Hetilap, 20., 1951)
- Az agydaganatsebészet fontosabb kérdései (Orvosi Hetilap, 45., 1951)
- Koponya és agysérülések (Hedri Endrével, Orvosi Hetilap, 27., 1953)
- A surgicel használhatósága az idegsebészetben (Deák Györggyel, Orvosi Hetilap, 44., 1963)
- A korai diagnózis jelentősége és lehetőségei az agydaganatok sebészetében (Orvosi Hetilap, 42., 1964)

## Díjai, elismerései
- Magyar Népköztársasági Érdemérem arany fokozata (1952)
- Munka Érdemrend arany fokozata (1975)